# Шіаку
Шіаку (рум. Șiacu) — село у повіті Горж в Румунії. Входить до складу комуни Слівілешть.
Село розташоване на відстані 233 км на захід від Бухареста, 31 км на південь від Тиргу-Жіу, 69 км на північний захід від Крайови.

## Населення
За даними перепису населення 2002 року у селі проживала 371 особа, усі — румуни. Усі жителі села рідною мовою назвали румунську.